# Kafr Uruk
Kafr Uruk (arab. كفر عروق) – miejscowość w Syrii, w muhafazie Idlib. W 2004 roku liczyła 1739 mieszkańców.